# Linkse Oppositie
De Linkse Oppositie was van 1923 tot 1927 een door Leon Trotski geleide factie binnen de Communistische Partij van de Sovjet-Unie.
De Linkse Oppositie werd gevormd tijdens de machtsstrijd binnen de leiding van de partij die begon toen Vladimir Lenin ziek werd en intensiveerde na zijn dood in januari 1924. Oorspronkelijk lag het conflict tussen enerzijds Trotski en zijn aanhangers die in oktober 1923 De Verklaring van 46 hadden ondertekend, en anderzijds het Triumviraat (ook wel bekend onder de Russische naam Troika), bestaande uit voorzitter van de Comintern Grigori Zinovjev, de algemeen secretaris Jozef Stalin en Lev Kamenev als voorzitter van het politbureau van de partij. Ook andere groepen namen in dit conflict een standpunt in. Zo werd de Troika gesteund door de belangrijke partijtheoreticus en Pravda-redacteur Nikolaj Boecharin en door de voorzitter van de Sovnarkom premier Aleksej Rykov die echter niet veel later door Stalin als de Rechtse Oppositie zouden worden gebrandmerkt. De Groep van het Democratisch Centralisme steunde Trotski en voegde zich bij de Linkse Oppositie.
De eerste confrontatie tussen de Linkse Oppositie en de Troika kwam in oktober 1923-januari 1924, eerst achter gesloten deuren en vanaf begin december in het openbaar. De Troika won deze krachtmeting op de XIIIe Partijconferentie in januari 1924 en zijn overwinning werd opnieuw bevestigd op het XIIIe Partijcongres in juni 1924. De tweede confrontatie vond plaats in de laatste drie maanden van 1924 tijdens het zogenaamde "Literaire Debat" (naar aanleiding van Trotski's boek De Lessen van Oktober) en eindigde met de verwijdering van Leon Trotski uit zijn ministerspost op 6 januari 1925.
Toen Trotski goeddeels uitgesloten was, kwamen Kamenev en Zinovjev begin 1925 in conflict met Stalin. Ze vormden de Nieuwe Oppositie, maar leden een nederlaag tegenover Stalin die op het XIVe Partijcongres van december 1925 wederom door Boecharin en Rykov werd gesteund. Na hun nederlaag werkten Zinovjev en Kamenev samen met Trotski's Linkse Oppositie in de zogenaamde Verenigde Oppositie. In de periode juli-oktober van 1926 werden de Verenigde Oppositie en zijn leiders, die van Stalin verloren hadden, verdreven volgens een uitspraak van het politbureau. In oktober 1927 werden de laatste leden van de Oppositie uit het Centrale Comité van de Communistische Partij gezet. In november 1927 werden Trotski en Zinovjev uit de partij zelf gezet. In december 1927 verklaarde het XVe Partijcongres dat de Linkse Oppositie en trotskistische politiek onverenigbaar waren met partijlidmaatschap en verbande alle belangrijke oppositieleden uit de partij.

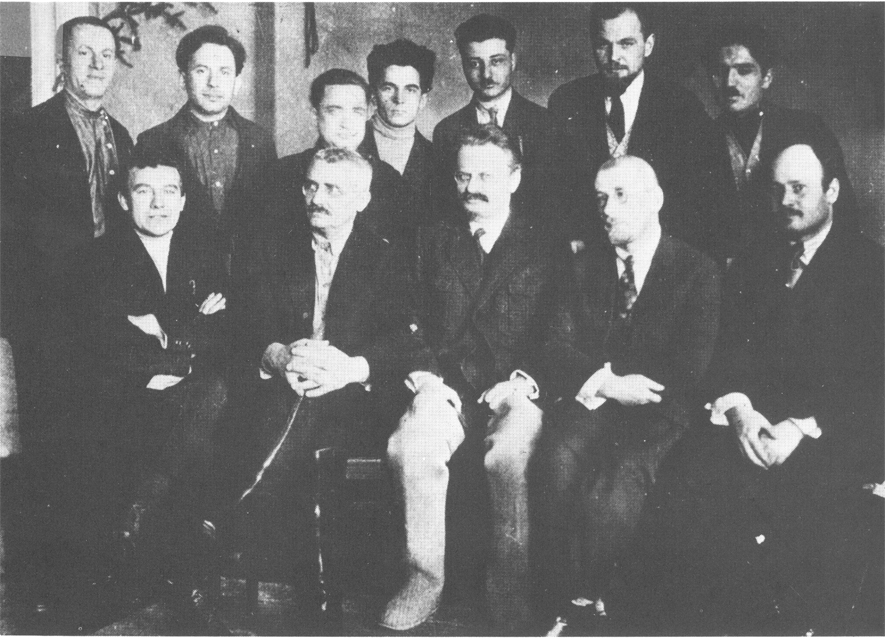
Andere leden van Trotski's Linkse Oppositie, 1927. Zittend, 2e van links: Smirnov. Rechtsachter: Ter-Vaganjan.

Na de uitwijzing door het XVe Congres, gaven Zinovjev, Kamenev en hun aanhangers "hun fouten" toe aan Stalin. Ze werden in 1928 weer toegelaten tot de Communistische Partij, hoewel zij nooit meer de vroegere invloed kregen die ze hadden en uiteindelijk in de Grote Zuivering omkwamen. Trotski en zijn aanhangers weigerden om voor Stalin te buigen en werden begin 1928 verbannen naar afgelegen gebieden in de Sovjet-Unie. Trotski werd in februari 1929 het land uitgezet. Zijn aanhangers verbleven in ballingschap, maar hun standvastigheid begon in 1929 te wankelen aangezien Stalin zich tegen Boecharin en Rykov keerde en de collectivisering inzette die veel weg leek te hebben van het beleid dat de Linkse Oppositie eerder bepleitte. De meeste (maar niet alle) prominente leden van de Linkse Oppositie wijzigden hun positie tussen 1929 en 1934, maar werden alsnog vermoord of verdwenen tijdens de Grote Zuivering medio/eind jaren 30, samen met oppositieleden die standvast bleven.
In de tussentijd richtte Trotski in 1930 de Internationale Linkse Oppositie (ILO) op. Het moest een oppositiegroep worden binnen de Comintern, maar de Cominternleden werden onmiddellijk verbannen zodra zij tot de ILO toetraden of daarvan verdacht werden. De ILO concludeerde dat verzet tegen het stalinisme vanuit de communistische organisaties die door aanhangers van Stalin zelf werden bestuurd onmogelijk was geworden. Men moest nieuwe organisaties vormen. In 1933 werd ILO hernoemd tot de Internationale Communistische Liga (ICL) die de basis vormde van de Vierde Internationale die in 1938 in Parijs werd opgericht.